# Tetraonyx dubiosa
Tetraonyx dubiosa is een keversoort uit de familie van oliekevers (Meloidae). De wetenschappelijke naam van de soort is voor het eerst geldig gepubliceerd in 1894 door Horn.